# Црква Рођења Пресвете Богородице у Липама
44° 38′ 27″ N 20° 59′ 52″ E / 44.64083° С; 20.99778° И
Црква Рођења Пресвете Богородице у Липама, на територији града Смедерева, подигнута је 1884. године као непокретно културно добро представља споменик културе. За време Првог светског рата, нарочито током ратних дејстава 1915. године, црква је доста страдала. Тада су скинута звона, спаљене књиге, однети покретни предмети. Обновљена је 1926. године.

## Изглед цркве
Црква у Липама посвећена је Рођењу Пресвете Богородице, саграђена је у духу класицизма уз делимичну примену елемената барока. Просторно је конципирана као једнобродна грађевина правоугаоне основе којој су са источне, северне и јужне стране придодате три изнутра полукружне, а споља петостране апсиде. На овај начин је добијена компактна архитектонска целина са пространим наосом засведеним полуобличастим сводом на који се надовезују две бочне певнице на северној и јужној страни, олтарски простор на истоку и припрата са галеријом и звоником на западу. Црква је зидана опеком, малтерисана и окречена белом бојом уз употребу плаве за наглашавање кубета звоника, полукалота певница и олтарске апсиде. Декоративна обрада фасаде је прилично сведена. Хоризонтална елевација је изведена са три кордон венца, док је вертикална, поред високих и лучно завршених прозорских отвора, додатно наглашена звоником на западној страни.
У цркви се налази иконостасна преграда изведена у класицистичком духу. Иконе на њој осликала су крајем 19. века двојица мајстора неуједначене сликарске вештине. У цркви се чувају и две покретне иконе на дасци, са представама Светог Јована Крститеља и Богородице са малим Христом.